# Etiopia (canzone)
Etiopia è un brano composto da Vittorio Emanuele Bravetta e musicato da Giuseppe Blanc nel 1936. 
Il brano, di propaganda fascista, è dedicato alla colonia dell'Etiopia da poco conquistata durante la guerra italo-etiope conclusasi l'anno precedente. Sin dalla prima strofa, seguendo la retorica tipica della propaganda fascista, il riferimento è alla campagna d'Etiopia condotta a fine Ottocento con la citazione del maggiore Giuseppe Galliano, morto ad Adua durante le prime operazioni belliche del 1896 (Galliano aspetta l’alba sull’Endertà !). In seguito vengono citate anche le città di Macallè e Dessiè, la regione dell'Harrar e la provincia dell'Enderta, che furono centri degli scontri. Ancora una volta si tenta di giustificare ed inneggiare alle ragioni per cui l'Italia ha annesso l'Etiopia (contro il parere della Società delle Nazioni che per questo gli comminerà delle sanzioni internazionali), ovvero la presunta civilizzazione della terra d'Africa grazie alla occupazione italiana (La nostra gente / or non emigra più / per soffrir ! / Il fecondo lavor / dei coloni / tutta l’Etiopia farà / fiorir). La figura di Mussolini, come tipico del culto della personalità del "duce"  viene inneggiata (Duce, per Te / si vincerà!), come pure i continui riferimenti all'impero romano che il fascismo auspicava potesse risorgere sotto l'Italia fascista. In ultima battuta viene dedicato un pensiero anche al Re Imperator.